# Systasis hansoni
Systasis hansoni är en stekelart som beskrevs av Heydon 1995. Systasis hansoni ingår i släktet Systasis och familjen puppglanssteklar. Inga underarter finns listade i Catalogue of Life.